# Carolina (Brasile)
Carolina è un comune del Brasile nello Stato del Maranhão, parte della mesoregione del Sul Maranhense e della microregione di Porto Franco.